# Amy Belle
Amy Lindop, meglio nota come Amy Belle (Glasgow, 1981), è una cantante e compositrice britannica.
È nota soprattutto per il duetto con Rod Stewart nel brano I Don't Want to Talk About It alla Royal Albert Hall di Londra nell'ottobre 2004. Il video YouTube del duetto ha ricevuto, a dicembre 2023, quasi 900 milioni di visualizzazioni.

## Biografia
Amy Belle è nata e cresciuta a Glasgow nel quartiere di Knightswood. Iniziò la carriera a Glasgow come artista di strada cantando brani dei R.E.M. e di Alanis Morissette. A 17 anni si trasferì a Londra per intraprendere una carriera di cantante. Nel 2001 entrò a far parte del gruppo pop-folk Alice Band, che ebbe però vita breve.
Nel 2004 un amico di Rod Stewart la notò mentre stava esibendosi all'ingresso di una stazione della metropolitana di Glasgow. Stewart la invitò a cantare con lui nel concerto "One Night Only!" alla Royal Albert Hall. Il duetto ebbe un grande successo e il manager di Stewart la mise in contatto con Robby Krieger e Ray Manzarek, che la invitarono a Los Angeles per incidere una cover del brano Touch Me dei Doors. A Los Angeles ha anche scritto due brani per Miley Cyrus, Talk Is Cheap e Giving You Up.
Dopo essere tornata a Glasgow ha collaborato con un gruppo di autori scrivendo testi per Hilary Duff, Britney Spears e Ricky Martin. Nel 2009 ha inciso l'album "Lost in the Shortcut" con la casa discografica Dharma Records. Nel 2012 ha formato con Audrey Nugent il gruppo Dolls, che ha tenuto alcuni concerti negli Stati Uniti, a New York ed altre città.